# لوملاء
لوملاء أو ثُومَلاء (الاسم العلمي Spilanthes)، جنس نباتات حولية عشبية معمرة من فصيلة النجمية. أنواعها المعروفة 13، اعطانها أفريقيا وأمريكا الجنوبية
.